# Tierrantona
Tierrantona ist ein spanischer Ort in den Pyrenäen in der Provinz Huesca der Autonomen Gemeinschaft Aragonien. Tierrantona, der Hauptort der Gemeinde La Fueva, hatte 117 Einwohner im Jahr 2015.

## Geographie
Tierrantona liegt am linken Ufer des Ussía. Der Ort ist über die Provinzialstraße HU-V-6442 zu erreichen.

## Geschichte
Die Gemeinden Tierrantona, mit seinen Ortsteilen Clamosa, Morillo de Monclús, Muro de Roda und Toledo de Lanata, und Fuendecampo schlossen sich im Jahr 1999 zur neuen Gemeinde La Fueva zusammen.

## Sehenswürdigkeiten
- Iglesia de la Asunción (Bien de Interés Cultural)

## Weblinks

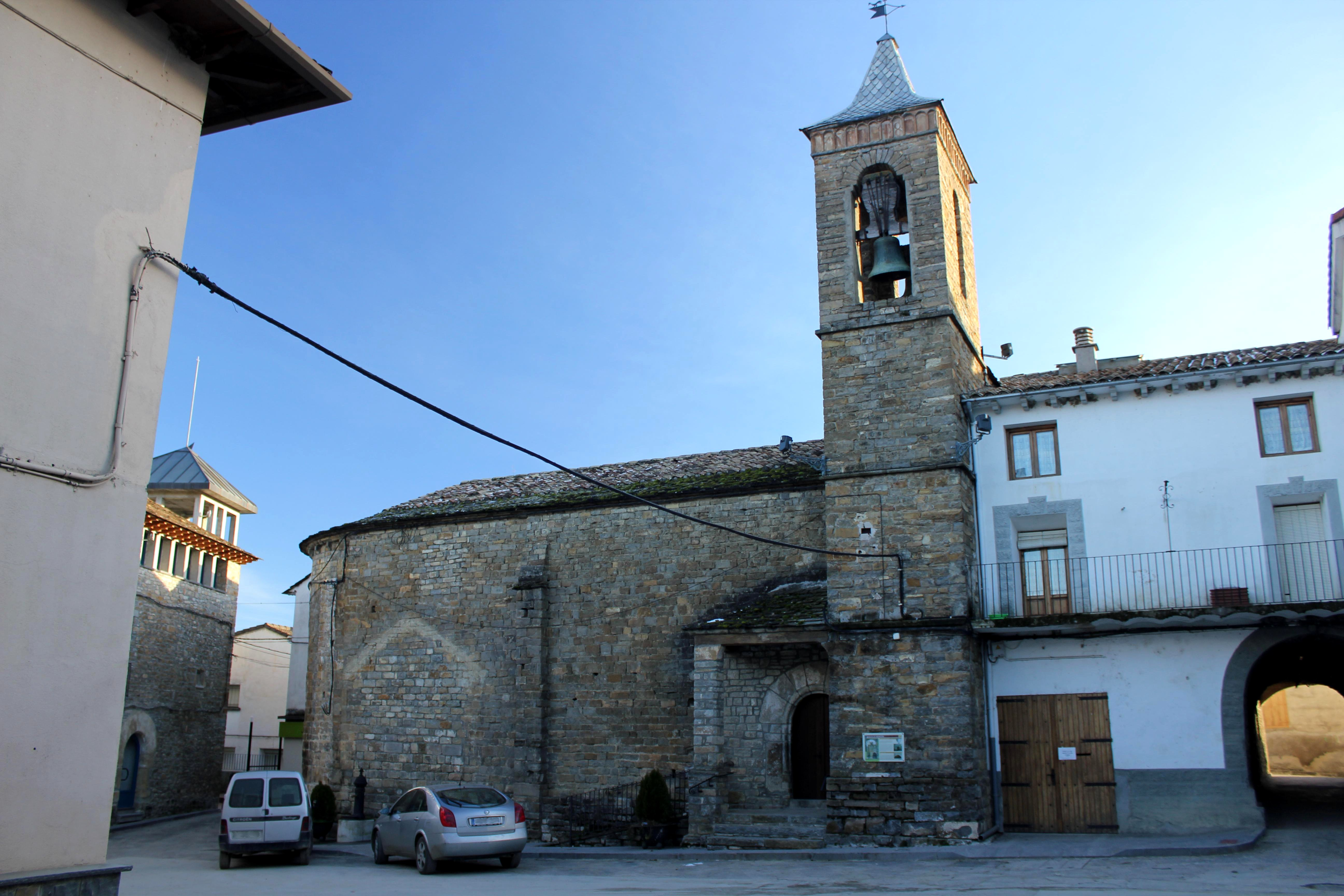
Iglesia de la Asunción